# Autoverzekering

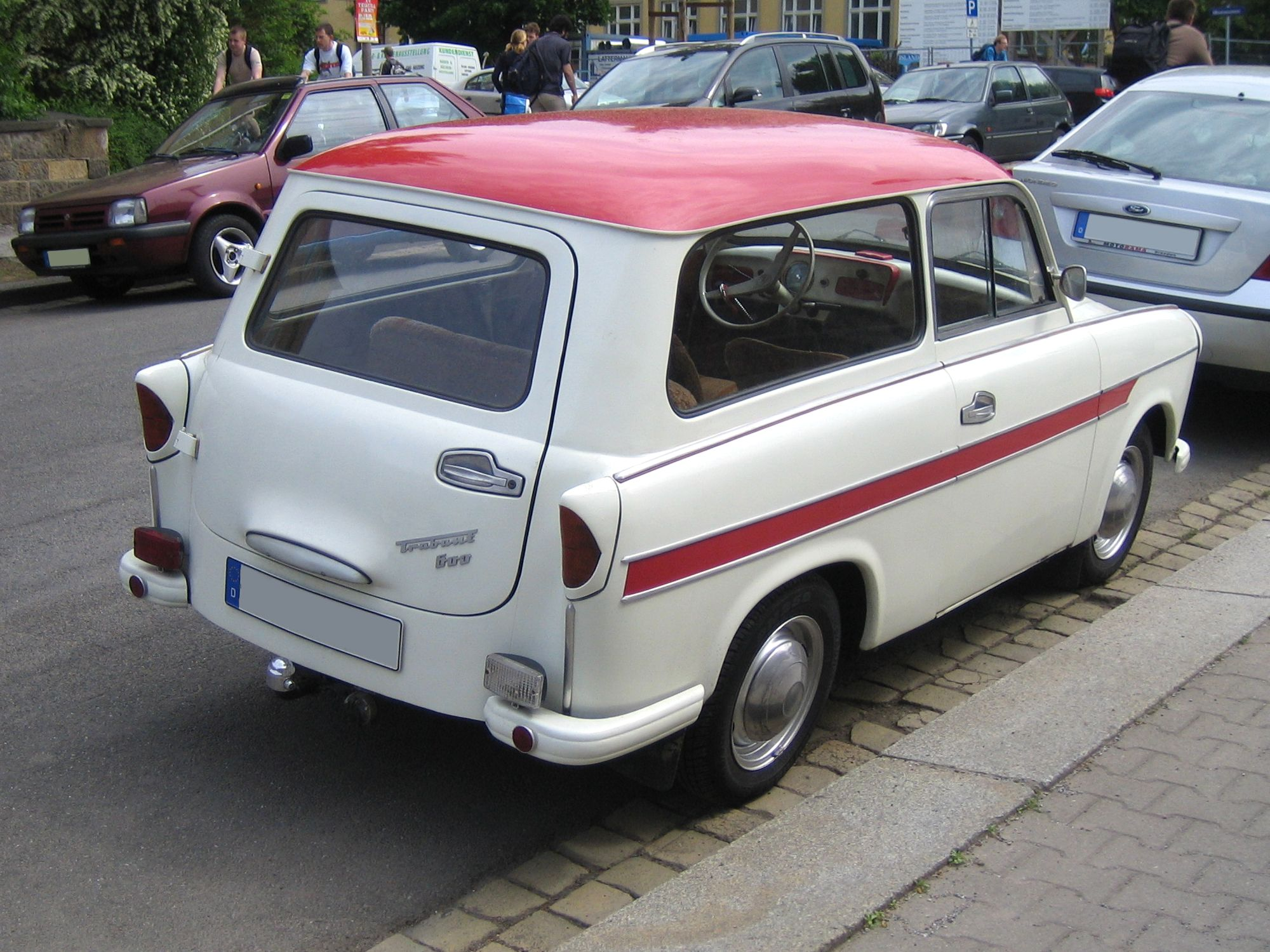
Een autoverzekering verzekert alle soorten auto's

Een autoverzekering is een ruime term voor velerlei verzekeringen die tot doel hebben de
schade aan of veroorzaakt door de eigen auto te verzekeren. Een autoverzekering is in de landen van de Europese Unie verplicht. Deze verplichting wordt in Nederland geregeld in de Wet aansprakelijkheidsverzekering motorrijtuigen (WAM), in België door de Wet betreffende de verplichte aansprakelijkheidsverzekering inzake motorrijtuigen.

## Wettelijke verplichting
In de Europese Unie bestaat een vrij uniforme wetgeving over motorrijtuigen. Voorop staat de bescherming van de slachtoffers van verkeersongevallen waarbij een motorrijtuig is betrokken. Deze bescherming wordt geregeld middels een verplichte aansprakelijkheidsverzekering voor motorrijtuigen.
Overigens geldt deze verplichting niet voor voertuigen die eigendom zijn van de Rijksoverheid (zoals Rijkswaterstaat, Defensie en de politie).
Voor de civiele Rijksoverheidsvoertuigen geldt dat ze vrijgesteld zijn van de WA verzekeringsplicht. Het vrijstellingsbewijs moet in het voertuig aanwezig zijn. De schadezaken en dergelijke worden afgehandeld door het Bureau Schade Afhandeling, voorheen onderdeel van het Ministerie van Financiën, tegenwoordig acterend onder auspiciën van het ABP. Het Bureau, kortweg BSA, handelt als ware het de verzekeraar van het voertuig. De procedure voor schadeafhandeling verschilt niet wezenlijk van die in het civiele verkeer.

## Nederland
Een autoverzekering is een verzekering die schade door of met de eigen auto verzekert. De autoverzekering wordt daardoor ingedeeld in de schadeverzekeringen. Een autoverzekering bestaat grofweg uit drie dekkingen, waarvan de aansprakelijkheidsdekking verplicht is:
- Aansprakelijkheidsdekking
- Beperkt cascodekking
- Volledig cascodekking.

Deze dekkingen kunnen, indien gewenst, nog worden uitgebreid met aanvullende verzekeringen, zoals een inzittenden- of rechtsbijstanddekking.

### Aansprakelijkheidsdekking
De aansprakelijkheidsdekking is wettelijk verplicht door de Wet aansprakelijkheidsverzekering motorrijtuigen (WAM). De WAM verplicht niet alleen het hebben van een aansprakelijkheidsdekking, maar bepaalt ook aan welke minimale eisen de verzekering moet voldoen.
De WAM stelt minimale eisen vast waaraan een autoverzekering moet voldoen. De belangrijkste eisen zijn:
- Verzekerd bedrag: ten minste € 907.560. Als de auto zich in een land bevindt waar een hoger minimum geldt moet de verzekering voor dat bedrag dekking bieden (in België en het Verenigd Koninkrijk geldt bijvoorbeeld een verplichte ongelimiteerde dekking). Dit minimale verzekerd bedrag is (vanaf 11 juni 2007) verhoogd naar 1 miljoen euro per slachtoffer maar maximaal 5 miljoen euro per gebeurtenis en minimaal 1 miljoen euro voor materiële schade.
- De verzekerde som bij letselschade minimaal 1 miljoen euro per slachtoffer of 5 miljoen per gebeurtenis
- Verzekerde som bij materiële schade minimaal 1 miljoen euro
- Bij internationale schadekwesties kan het slachtoffer zijn claim ook indienen in zijn woonland
- Dekking voor letsel- en materiële schade
- Dekking in de landen van de Europese Economische Ruimte.

De verzekering hoeft geen dekking te bieden voor:
- Schade veroorzaakt met een gestolen auto;
- Joyriding zonder geweldpleging is geen diefstal;
- Schade aan vervoerde zaken,
- Schade aan de bestuurder;
- Schade bij bepaalde gelegenheden, zoals het deelnemen aan snelheids-, regelmatigheids- of behendigheidsritten en – wedstrijden waarvoor een vergunning is afgegeven. (Wanneer een vergunning is afgegeven heeft de organisatie een aansprakelijkheidsverzekering afgesloten.)

### De WA-dekking
De aansprakelijkheidsdekking van de autoverzekering wordt doorgaans WA-dekking genoemd. De WA dekking volgt doorgaans de wettelijke verplichtingen. Opgemerkt dient te worden, dat de verzekeraar van de wettelijke verplichtingen af mag wijken. Wanneer de verzekering echter minder dekking biedt dan de wet voorschrijft, dan mag de benadeelde hierdoor niet gedupeerd worden.
De dekking wijkt op de hierna genoemde punten af van de wettelijke voorschriften doordat het verzekerd bedrag doorgaans hoger is (€ 2.500.000) en het verzekeringsgebied ruimer is dan de Europese Economische Ruimte. Het verzekeringsgebied wordt aangegeven in de groene kaart.
Meestal is uitgesloten van dekking:
- Schade ontstaan terwijl het motorrijtuig niet voor het bij de verzekeraar opgegeven doel is gebruikt.
- Schade als de bestuurder niet in het bezit is van het voorgeschreven rijbewijs of als de rijbevoegdheid is ontzegd;
- Schade ontstaan met opzet of goedvinden van de verzekerde;
- Schade ontstaan tijdens deelneming aan snelheidswedstrijden / ritten / proeven.

Bij een beperkt aantal verzekeraars is daarnaast schade uitgesloten als de bestuurder meer dan het wettelijk toegestane promillage alcohol in zijn bloed heeft.
De uitsluitingen gelden niet als verzekerde bewijst dat de omstandigheden zich buiten zijn schuld voordoen en hem geen verwijt treft.
De hoogte van de premie van een WA-verzekering voor motorvoertuigen wordt bepaald door het gewicht van de auto. Hierbij geldt over het algemeen: hoe hoger het gewicht, des te hoger de te betalen premie. Men gaat er namelijk van uit dat een zwaardere auto een grotere schade aanricht. Sinds 2009 worden ook verzekeringen aangeboden waarbij de premie mede beïnvloed wordt door rijgedrag. Dit kan via een scan vooraf worden vastgesteld, maar ook via On Board Unit (kastje) worden bepaald.

### Beperkt cascodekking

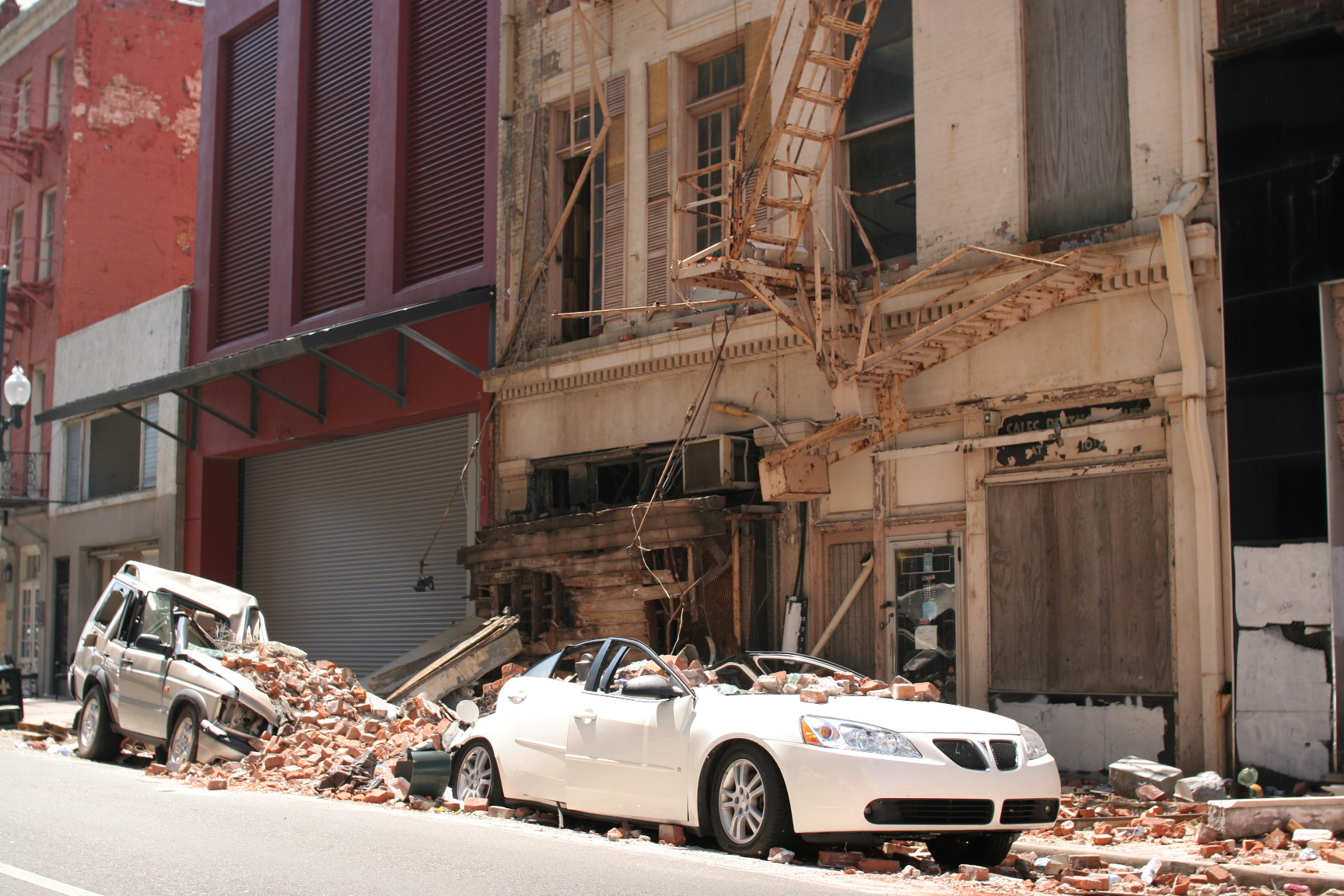
Schade ontstaan door storm is gedekt op de beperkt cascodekking

De beperkt casco dekking kan worden afgesloten als aanvulling op de WA-dekking. Grofweg kan worden
gesteld, dat de beperkt casco-dekking schade aan de eigen auto vergoedt voor zover deze niet is ontstaan door aanrijding, botsen, van de weg raken e.d.
De dekking omvat:
- Brand, explosie, kortsluiting, zelfontbranding, blikseminslag;
- Diefstal, verduistering, joyriding;
- Ruitbreuk, incl. schade door de scherven;
- Storm, overstroming, lawine, aardverschuiving, andere natuurramp;
- Botsing met vogels, loslopende dieren of overstekend wild;
- Luchtvaartuigen en daaruit gevallen voorwerpen;
- Transport per boot of trein met uitzondering van krassen, schrammen en lakschade;
- Vervoer van gewonden;
- Kosten van bewaking, berging en vervoer;

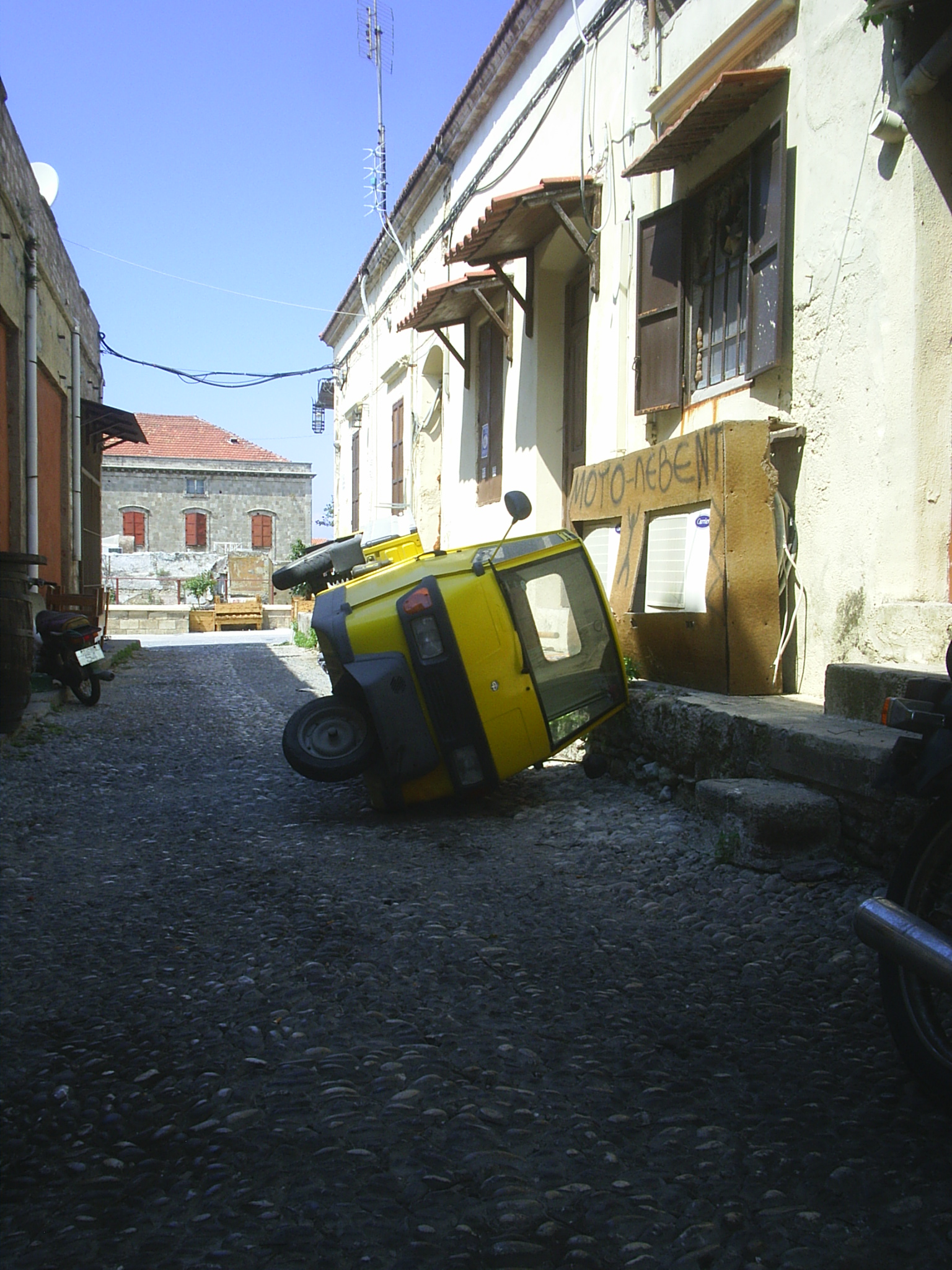
Schade door omvallen is alleen gedekt op de volledig cascodekking

- Bijdrage in averij grosse.

### Volledig cascodekking
De dekking omvat
- De bij beperkt casco gedekte schades;
- Schade door botsen, omslaan, slippen, van de weg raken, te water raken;
- Enig ander van buiten komend onheil.
- Relletjes / opstootjes;

De hoogte van de premie van een cascoverzekering is afhankelijk van de oorspronkelijke nieuwwaarde van de auto (dit wordt ook wel cataloguswaarde genoemd). Hierbij geldt: hoe hoger de cataloguswaarde des te hoger de te betalen premie.

## Bonus-maluskorting
Kenmerkend voor de autoverzekering is de bonus-maluskorting. Het huidige systeem is in 1982 ingevoerd, als vervanging van het no-claimsysteem. Vaak wordt er nog gesproken van no-claimkorting als bonus-maluskorting wordt bedoeld.
Het bonus-malussysteem beloont schadevrije rijders met een lagere premie en straft schaderijdende bestuurders met een hogere premie. Het bonus-malussysteem werkt met een bonus-malusladder. Deze ladder bestaat uit een aantal treden (doorgaans 15 tot 20). Aan elke trede is een bepaalde korting of toeslag op de premie gekoppeld. Na een jaar waarin geen schade ten laste van de verzekering is gekomen, stijgt de verzekerde één trede. Na een jaar waarin één of meer schades zijn geclaimd zakt de verzekerde een aantal treden, meestal zo’n vijf voor één schade. De ladder begint meestal bij 25% toeslag en eindigt bij 75 of 80% korting.
In principe is elke schade die ten laste van de verzekering komt van invloed op de bonus-maluskorting. Voor zover mogelijk zal de verzekeraar een schade trachten te verhalen op een aansprakelijke wederpartij. Wanneer dit verhaal slaagt dan komt de schade niet ten laste van de verzekering en wordt de bonus-maluskorting niet aangepast. Daarnaast is het gebruikelijk dat de verzekerde een vergoedde schade later voor eigen rekening kan nemen waardoor er eveneens geen gevolgen voor de premie zijn. Bij de meeste verzekeraars zijn alle 'beperkt casco'-schades niet van invloed op de bonus-maluskorting.
Bij het overstappen naar een andere verzekeraar geeft de oude verzekeraar aan een centraal registratie-systeem 'roy-data' door hoeveel schadevrije jaren er zijn opgebouwd. Deze schadevrije jaren zijn van belang voor de bonus-maluskorting bij de nieuwe verzekeraar.

## Aanvullende verzekeringen
De autoverzekering kan, indien gewenst, worden uitgebreid met een aantal aanvullende verzekeringen. Vaak worden drie aanvullende verzekeringen aangeboden:
- Ongevallen inzittenden;
- Schade inzittenden;
- Rechtsbijstand.

Ongevallen inzittendenDe ongevallen inzittendenverzekering voorziet in een eenmalige uitkering wanneer een van de inzittenden, waaronder de bestuurder, komt te overlijden of blijvend invalide raakt als gevolg van een ongeval. Voor de uitkering is de schuldvraag niet van belang. De maximale hoogte van de uitkering wordt door de verzekeringnemer bepaald. Er wordt voor zowel overlijden als blijvende invaliditeit een verzekerd bedrag afgesproken van doorgaans enkele duizenden tot tienduizenden euro's.
Schade inzittendenDe schade inzittendenverzekering stelt een inzittende (waaronder de bestuurder) schadeloos wanneer deze schade oploopt bij een ongeval. Hierbij wordt zowel voorzien in vergoeding van de materiële schade als in de letselschade of in een schadeloosstelling van de nabestaanden bij overlijden. De vergoeding is doorgaans gemaximeerd op € 1 mln.
RechtsbijstandDe rechtsbijstanddekking voorziet de verzekerde in juridische hulp bij conflicten omtrent de eigen auto. De rechtsbijstanddekking is feitelijk een rechtsbijstandverzekering met een beperkte dekking. 